# Sektářský konflikt na Molukách
Sektářský konflikt na Molukách byl ozbrojený konflikt mezi muslimskými a křesťanskými komunitami, který se odehrál v letech 1999 až 2002 na Molukách. Největší nepokoje probíhaly na ostrovech Ambon a Halmahera. Náboženské třenice vypukly v Indonésii poté, co zemi zachvátila rozsáhlá hospodářská krize. Konflikt se podařilo zastavit až mírovou smlouvou mezi válčícími stranami ve městě Malino na ostrově Sulawesi 13. února 2002.